# Mont-Amba
Mont-Amba var till den administrativa reformen 2015 ett distrikt i Kinshasa. Det omfattade stadsdelarna (franska: communes) Kisenso, Lemba, Limete, Matete och Ngaba.